# Панков Лев Миколайович
Ле́в Микола́йович Панко́в (28 травня 1991, м. Кропивницький, Українська РСР — 29 липня 2014, с. Латишеве, Донецька область, Україна) — український військовослужбовець, спецпризначенець, старший солдат Збройних сил України.

## Життєпис
Народився у м. Кропивницький (на той час Кіровоград). З дитинства мешкав у м. Мала Виска, де пішов у перший клас Маловисківської загальноосвітньої школи № 3, яку закінчив 2008 року.
Військовослужбовець за контрактом, водій автомобільного відділення спеціальних машин 3-го окремого полку спецпризначення, в/ч А0680, м. Кропивницький.
З початком російської збройної агресії брав участь в антитерористичній операції на Сході України.

### Обставини загибелі
Загинув 29 липня 2014-го під час виконання бойового завдання в складі розвідгрупи з рятування пілотів збитих літаків Су-25М1 04 «синій» та Су-25 33 «синій» в районі міста Сніжне Донецької області.
28 липня розвідгрупа з 19 військовослужбовців 3-го полку під загальним командуванням підполковника Сергія Лисенка успішно провела операцію з порятунку одного пілота збитого штурмовика і заночувала на території закинутої ферми поблизу села Латишеве. Власник ферми 61-річний Микола Бутрименко зустрів військових і запросив їх відпочити в ангарі, а сам виїхав до Сніжного і доніс про це терористам, які приїхали на бронетехніці і оточили ферму 29 липня. В нерівному бою під час прориву загинули 10 спецпризначенців: підполковник Сергій Лисенко, капітан Кирило Андреєнко, капітан Тарас Карпа (вважався зниклим безвісти), старшина Олексій Глобенко, старшина Андрій Шершень, сержант Анатолій Бузуляк, старші солдати Лев Панков, Ярослав Шимчик, Сергій Гришин (вважався зниклим безвісти) та Роман Рикалов (вважався зниклим безвісти). Четверо бійців, які перебували в секретах, самостійно дістались до розташування своїх військ. П'ятеро поранених потрапили у полон, згодом їх звільнили за обміном.
3 вересня, після проведення ідентифікації за експертизою ДНК, з Левом Панковим прощались у Кропивницькому. Похований на центральному кладовищі міста Мала Виска.
Залишилась мати Тетяна Костянтинівна, брат Вадим.
27 червня 2016 було затримано зрадника Бутрименка, який навів російських терористів на місце розташування українського підрозділу.

## Нагороди
- За особисту мужність і високий професіоналізм, виявлені у захисті державного суверенітету та територіальної цілісності України, відзначений — нагороджений орденом «За мужність» III ступеня (14.03.2015, посмертно)[4].
- Нагороджений відзнакою УПЦ КП — медаллю «За жертовність і любов до України» (листопад 2016, посмертно)[5].

## Вшанування пам'яті
- 8 травня 2015 року в місті Мала Виска на будівлі Маловисківської ЗОШ I—III ступенів № 3 встановлено меморіальну дошку на честь випускника школи Лева Панкова[6][7].
- Рішенням Маловисківської міської ради № 11 від 20 листопада 2015 року вул. Лібкнехта у м. Мала Виска перейменовано на вул. Л. Панкова.